# NGC 4307
NGC 4307 is een spiraalvormig sterrenstelsel in het sterrenbeeld Maagd. Het hemelobject werd in 1860 ontdekt door de Duits-Amerikaanse astronoom Christian Heinrich Friedrich Peters.

## Synoniemen
- UGC 7431
- MCG 2-32-12A
- ZWG 70.29
- VCC 524
- IRAS 12195+0919
- PGC 40033